# Leptothyrium protuberans
Leptothyrium protuberans är en svampart som först beskrevs av Joseph-Henri Léveillé, och fick sitt nu gällande namn av Pier Andrea Saccardo 1881. Leptothyrium protuberans ingår i släktet Leptothyrium, divisionen sporsäcksvampar och riket svampar.   Inga underarter finns listade i Catalogue of Life.